# Кладбище немецких военнопленных (Баку)
Кладбище немецких военнопленных (азерб. Alman əsirləri qəbiristanlığı), известное также как кладбище «Немецкое солдатское кладбище» (азерб. Alman əsgər məzarlığı) — кладбище немецких военнопленных, расположенное в Ясамальском районе города Баку. На кладбище имеется 90 могил. Также на территории кладбища расположен памятник в виде чёрного креста.

## История
По словам историка Таира Бехбудова, занимающегося исследованием судьб немецких военнопленных, прибывших в Азербайджан, в Баку прибыло около 42 тысяч немецких военнопленных. Как отмечает историк Джавид Багирзаде, отправка немецких военнопленных в Азербайджан состояла из двух этапов: первая группа немецких военнопленных прибыла в республику в 1944 году, вторая — в 1945 году. Вторая группа военнопленных прибыла в Баку в начале 1945 года из центральных районов России. Присылали в Баку раненых военнопленных, часть из которых впоследствии скончалась от ран. Многие из военнопленных в дальнейшем были размещены в других районах республики.
В Баку военнопленные участвовали в постройке таких зданий, как Дом правительства, жилой дом треста «Бузовнынефть», жилой дом актёров на улице Бакиханова, комплекс жилого массива «Большой двор» на проспекте Строителей и пр. В частности, в строительстве Дома правительства, по словам Бехбудова, принимало участие около 150 военнопленных, выполнявших роли инженеров-строителей, столяров, каменотёсов, мастеров фасада и пр. Согласно архивным данным, на которые ссылается Бехбудов, на стройку военнопленные каждый день велись пешком от тюрьмы, расположенной в Чёрном городе, а вечером возвращались обратно.
Часть умерших в Баку военнопленных была похоронена в Ясамальском районе. Сегодня на территории этого кладбища имеется 90 могил.
22 декабря 1995 года министры иностранных дел Азербайджана Гасан Гасанов и Германии Клаус Кинкель посетили кладбище, возложив венок к мемориальному кресту.